# Провулок Якова Щоголева
Провулок Якова Щоголева — провулок у Дарницькому районі м. Києва, селище Бортничі.
Пролягає від вулиці Родини Рудинських до тупика.

## Історія
Виник як безіменний провулок під проєктною назвою провулок Островського. Названий на честь українського поета Якова Щоголева — з 2020 року.